# Segon so
En la física de la matèria condensada, el segon so és un fenomen de mecànica quàntica en què la transferència de calor es produeix per moviment ondulat, en lloc del mecanisme més habitual de difusió. La seva presència comporta una conductivitat tèrmica molt elevada. Es coneix com "segon so" perquè el moviment ondulatori de l'entropia i la temperatura és similar a la propagació de les ones de pressió a l'aire (so). El fenomen del segon so va ser descrit per primera vegada per Lev Landau el 1941.

## Descripció
Les ones sonores normals són fluctuacions en el desplaçament i la densitat de les molècules d'una substància; Les segones ones sonores són fluctuacions en la densitat d'excitacions tèrmiques de quasipartícules (rotons i fonons). El segon so es pot observar en qualsevol sistema en què la majoria de col·lisions fonó-fonó conserven impuls, com els superfluids i en alguns cristalls dielèctrics quan la dispersió d'Umklapp és petita.
Contràriament a les molècules d'un gas, les quasipartícules no es conserven necessàriament.També les molècules de gas en una caixa conserven l'impuls (excepte als límits de la caixa), mentre que les quasipartícules de vegades no poden conservar l'impuls en presència d'impureses o dispersió d'Umklapp. La dispersió fonó-fonó Umklapp intercanvia impuls amb la xarxa cristal·lina, de manera que no es conserva l'impuls fonònic, però els processos Umklapp es poden reduir a baixes temperatures.
El so normal en els gasos és una conseqüència del fet que la velocitat de col·lisió τ entre molècules és gran en comparació amb la freqüència de l'ona sonora ω ≫ 1/τ. Per al segon so, la taxa d'Umklapp τu ha de ser petita en comparació amb la freqüència d'oscil·lació ω ≪ 1/τu per a la conservació de l'energia i el moment. Tot i que sigui anàleg als gasos, el temps de relaxació τN que descriu les col·lisions ha de ser gran respecte a la freqüència ω ≫ 1/τN, deixant una finestra:
{\displaystyle {\frac {1}{\tau _{\rm {u}}}}\ll \omega \ll {\frac {1}{\tau _{N}}}}
per a un comportament semblant al so o un segon so. Així, el segon so es comporta com a oscil·lacions del nombre local de quasipartícules (o de l'energia local transportada per aquestes partícules). Contràriament al so normal on l'energia està relacionada amb la pressió i la temperatura, en un cristall la densitat d'energia local és purament funció de la temperatura. En aquest sentit, el segon so també es pot considerar com a oscil·lacions de la temperatura local. El segon so és un fenomen semblant a una ona que el fa molt diferent de la difusió de calor habitual.

## En heli II
El segon so s'observa en heli líquid a temperatures per sota del punt lambda, 2,1768K, on 4HE converteix en un superfluid conegut com a heli II. L'heli II té la conductivitat tèrmica més alta de qualsevol material conegut (uns centenars de vegades superior al coure). El segon so es pot observar com a polsos o en una cavitat ressonant.
La velocitat del segon so és propera a zero prop del punt lambda, augmentant fins a aproximadament 20m/s al voltant d'1,8K, unes deu vegades més lentes que les ones sonores normals. A temperatures inferiors a 1K, la velocitat del segon so a l'heli II augmenta a mesura que disminueix la temperatura.
El segon so també s'observa a l'heli-3 superfluid per sota del seu punt lambda 2.5mK.
Segons els dos fluids, la velocitat del segon so ve donada per
{\displaystyle c_{2}=\left({\frac {TS^{2}}{C}}\,{\frac {\rho _{s}}{\rho _{n}}}\right)^{1/2}}
on {\displaystyle T} és la temperatura, {\displaystyle S} és l'entropia, {\displaystyle C} és la calor específica, {\displaystyle \rho _{s}} és la densitat del superfluid i {\displaystyle \rho _{n}} és la densitat normal del fluid. Com {\displaystyle T\rightarrow 0}, {\displaystyle c_{2}=c/{\sqrt {3}}}, on {\displaystyle c=(\partial p/\partial \rho )_{S}\approx (\partial p/\partial \rho )_{T}} és la velocitat del so normal (o primera).

## Aplicacions
La mesura de la velocitat del segon so en mescles de 3He-4He es pot utilitzar com a termòmetre en el rang 0,01-0,7K.
Els transductors de superfuga oscil·lant (OST) utilitzen un segon so per localitzar defectes a les cavitats de l'accelerador superconductor.